# Стрэнд, Пол (бейсболист)
Пол Эдвард Стрэнд (англ. Paul Edward Strand; 19 декабря 1893, Карбонадо, Вашингтон — 2 июля 1974, Солт-Лейк-Сити, Юта) — американский бейсболист. Играл на позициях аутфилдера и питчера. Выступал в Главной лиге бейсбола в составе клубов «Бостон Брэйвз» и «Филадельфия Атлетикс». В 1999 году был включён в список пятидесяти величайших спортсменов Юты XX века по версии газеты The Salt Lake Tribune.

## Биография

### Ранние годы и начало карьеры
Пол Стрэнд родился 19 декабря 1893 года в Карбонадо, шахтёрском городке к юго-востоку от Такомы. Он был вторым из пяти детей в семье Густава и Ханны Страндов, переехавших в штат Вашингтон из Швеции в 1880-х годах. В 1896 году их семья переехала в Саут-Прейри, где он и вырос. Стрэнд учился в старшей школе Бакли, там же начал играть в бейсбол и американский футбол. Во время каникул он подрабатывал в продуктовом магазине и играл за любительские бейсбольные команды из окрестных городов.
В 1910 году игру Стрэнда заметил владелец клуба «Спокан Индианс» Джо Кон. Весной следующего года он принял участие в предсезонных сборах команды, а затем блестяще дебютировал в профессиональном бейсболе. В первых трёх играх Стрэнд одержал три победы, сделав 30 страйкаутов в 25 иннингах. О нём писали местные газеты, а Кон увидел возможность заработать на продаже молодого игрока и начал активно предлагать его клубам Главной лиги бейсбола. В мае 1911 года владелец «Бостон Ред Сокс» Джон Тейлор предложил за него 5 000 долларов с условием, что Стрэнд доиграет сезон в «Индианс».
Сразу после объявления о сделке Стрэнд провёл несколько неудачных игр, а в конце июля он получил травму руки и выбыл на длительный срок. В это же время, чтобы оценить его игру, в Спокан приехал скаут «Ред Сокс» Тед Салливан. Игрок не мог играть из-за травмы, но представитель «Бостона» позднее заявил, что Кон умышленно прятал от него своего питчера. В результате переход так и не состоялся, а Кон весной 1912 года продал игрока в «Сан-Франциско Силз» из Лиги Тихоокеанского побережья. В составе новой команды Стрэнд играл плохо, его по-прежнему беспокоили боли в руке. В апреле он вернулся в «Индианс», но часть сезона провёл в D-лиге. К осени «Ред Сокс» отказались от прав на него и 16 сентября на заседании Национальной комиссии по бейсболу их приобрели «Бостон Брэйвз».

### Бостон Брэйвз
В марте 1913 года Стрэнд приехал в тренировочный лагерь клуба в Атенсе, где освоил ряд новых подач. В регулярном чемпионате он играл мало, приняв участие только в семи матчах с пропускаемостью 2,12. На тот момент он ещё не окончил школу и возникали вопросы о том, насколько ему вообще интересен бейсбол. Его партнёр по команде Билл Джеймс в интервью газете Seattle Times заявил, что «если бы Стрэнд проявил хоть немного амбиций, то стал бы сенсацией Национальной лиги».
В 1914 году главный тренер команды Джордж Столлингс дал ему ещё один шанс и Стрэнд сохранил место в составе. Он сыграл в шестнадцати матчах, одержав шесть побед при двух поражениях с пропускаемостью 2,44. Работа с Фредом Митчеллом позволила ему улучшить контроль своей подачи. «Брэйвз» по ходу чемпионата поднялись с последнего места в таблице и выиграли Национальную лигу, а затем и Мировую серию, со счётом 4:0 переиграв «Филадельфию Атлетикс». Стрэнд не принимал участия в играх финала, но наряду со всеми игроками команды получил часть призовых денег и золотую медаль.
Весной 1915 года Стрэнд приехал на сборы команды, наконец окончив школу. На сборах он начал пробовать играть на месте аутфилдера, хотя тренер команды рассчитывал на него в первую очередь как на питчера. К маю у него возобновились боли в руке и бросать он не мог. За сезон Стрэнд сыграл только шесть матчей в роли подающего, ещё двадцать одну игру он провёл как отбивающий. В начале сезона 1916 года «Брэйвз» отправили его в команду Американской ассоциации «Толидо Айрон Мен».

### Младшие лиги
В «Толидо» у Стрэнда вновь начались проблемы с контролем подачи. В качестве питчера он провёл 24 игры, одержав восемь побед при пяти поражениях. Из-за травм он также сыграл 37 матчей в аутфилде. Перед началом сезона 1917 года в команде существенно обновили состав. Стрэнд стал одним из пяти отчисленных питчеров. К началу предсезонных сборов он уже был игроком клуба Северо-Западной лиги «Сиэтл Джайентс». Чемпионат стал одним из лучших в его карьере. Тринадцатого мая он провёл совершенную игру против «Спокана», а всего за сезон Стрэнд сыграл в девятнадцати матчах, одержав девять побед при семи поражениях.
В 1918 году его призвали на военную службу, которую он проходил радистом на военно-морской верфи в Бремертоне. В свободное время Стрэнд продолжал играть в бейсбол за её команду. Тогда же он начал выходить на поле исключительно в роли аутфилдера. После окончания войны и демобилизации он решил возобновить карьеру. В течение нескольких лет Стрэнд играл за различные команды младших лиг. В апреле 1921 года его продали в команду из Солт-Лейк-Сити. Сезон он завершил с показателем отбивания 31,4 %, а следующие два стали одними из лучших в истории. В 1922 году Стрэнд стал лучшим игроком Лиги Тихоокеанского побережья по эффективности отбивания, числу хитов и хоум-ранов. По хочу чемпионата он провёл серию из 33 матчей подряд с выбитыми хитами.
Несмотря на удачное выступление, клубы Главной лиги бейсбола не проявляли к нему интереса. Одной из причин этого было его прошлое в лиге, другой — слабая игра в защите. Он остался в «Солт-Лейк-Сити» ещё на сезон и выбил 43 хоум-рана, установив рекорд лиги. Его показатель отбивания составил 39,4 % В августе 1923 года им заинтересовался клуб «Филадельфия Атлетикс», но стороны долго не могли договориться. Переход Стрэнда состоялся только в декабре.

### Заключительный этап карьеры
От Стрэнда ожидали многого, но проблемы начались ещё на сборах. Он приехал в лагерь одним из последних, требовал повышения зарплаты, а тренерский штаб пытался внести коррективы в его технику отбивания. В первых матчах Стрэнд отбивал на хорошем уровне, а затем его эффективность начала быстро снижаться. За «Атлетикс» он сыграл всего 47 матчей и в июне был отправлен в «Толидо». Газета Sporting News назвала это решение тренера команды Конни Мака одной из главных сенсаций сезона.
В «Толидо» в 1924 и 1925 годах Стрэнд снова начал играть результативно и был одним из самых опасных отбивающих лиги. В январе 1925 года он женился на Эстер Элизабет Кардис, их семья поселилась в Солт-Лейк-Сити. После этого он ещё три сезона провёл в различных командах и завершил карьеру в конце 1928 года.

### После бейсбола
Закончив играть, Стрэнд устроился на работу в сантехническую фирму, принадлежавшую его родственнику. Там он работал всю оставшуюся жизнь, со временем став её владельцем. В 1946 году его супруга умерла, после чего он женился во второй раз. Детей у Стрэнда не было ни в одном браке.
В 1970 году его избрали в Зал славы штата Юта. Скончался Пол Стрэнд от естественных причин 2 июля 1974 года в возрасте 80 лет. В 1999 году газета The Salt Lake Tribune включила его в список пятидесяти величайших спортсменов штата в XX веке.